# Gabrielle Roy
Pour les articles homonymes, voir Roy et Gabrielle Roy (homonymie).
Œuvres principales
- Bonheur d'occasion (1945)
- Rue Deschambault (1955)
- La Détresse et l'Enchantement (1984)

Gabrielle Roy, née le 22 mars 1909 à Saint-Boniface (Manitoba) et morte le 13 juillet 1983 à Québec, est une romancière canadienne-française. Institutrice de formation reconvertie en journaliste, rien ne la prédestinait à devenir l'une des plus importantes figures de la littérature canadienne. En 1945, elle connaît un succès fulgurant après la publication de Bonheur d'occasion, un roman qui brosse le portrait saisissant des classes populaires montréalaises durant la Seconde Guerre mondiale. Inspiré par les reportages de Gabrielle Roy dans le quartier ouvrier de Saint-Henri, ce roman est considéré comme le premier roman urbain de la littérature québécoise, qu'il contribue à faire rayonner internationalement par le biais d'une quinzaine de traductions.
Constituée d'une trentaine de romans et de recueils de contes et de nouvelles, acclamée par la critique et chérie du grand public, l'œuvre de Gabrielle Roy est à la fois romanesque, intime et autobiographique. Sensible aux enjeux de la condition humaine et de l'identité, inspirée par la destinée des Franco-Manitobains, mais intimement liée au Québec, cette œuvre est aujourd'hui un monument incontournable de la littérature canadienne d'expression française.

## Biographie

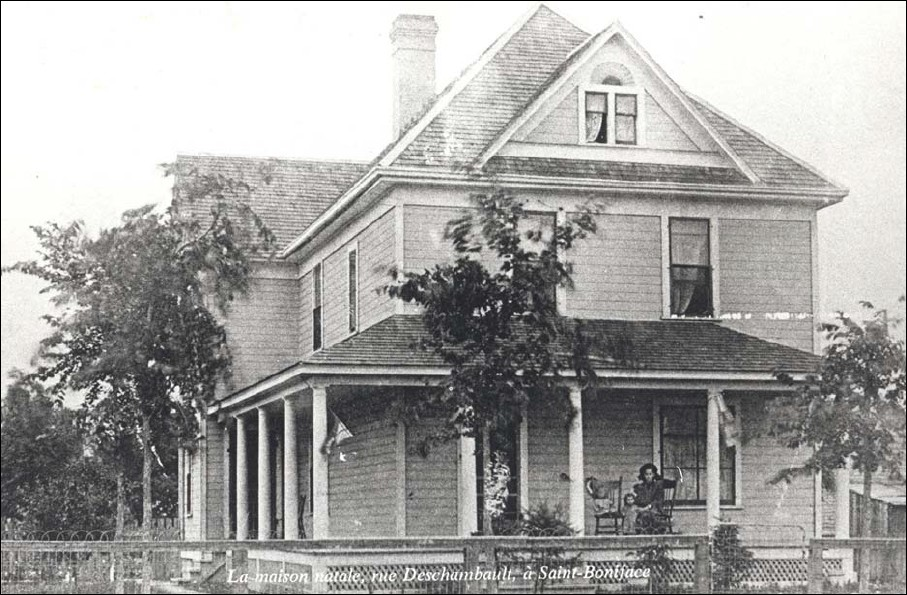
Maison d'enfance de Gabrielle Roy, sur la rue Deschambault à Saint-Boniface (1910).

### Enfance et formation

#### Origines
Marie Rose Emma Gabrielle Roy est née le 22 mars 1909 à Saint-Boniface (Winnipeg), au Manitoba. Elle est issue d'une famille québécoise qui a immigré dans l'Ouest canadien au courant du XIXe siècle. Son père, Léon Roy, est un Agent des terres ayant quitté la rive sud du fleuve Saint-Laurent, en face de Québec, pour s'exiler en Nouvelle-Angleterre avant d'atterrir au Manitoba. Sa mère, Mélina Landry, s'expatrie en 1881 avec ses parents cultivateurs, attirés dans l'Ouest canadien lors de la « Ruée vers l'Or blond » (le blé).
Gabrielle Roy est la benjamine d'une famille de onze enfants. Elle grandit dans un foyer où le père est souvent absent, physiquement et psychologiquement. La jeune Gabrielle est beaucoup plus proche de sa mère, avec qui elle entretient une relation fusionnelle durant ses années d'enfance. Les Roy vivent parmi d'autres familles canadiennes-françaises catholiques dans un contexte politique où la discrimination à l'égard de la minorité francophone du Manitoba s'accentue. Gabrielle est toutefois tenue à l'écart de ces enjeux, baignant dans une innocence et une « impression de sécurité » :   

« Ce que je me rappelle le mieux des premières années de ma vie à Saint-Boniface, [...] cette sécurité que donne à la vie un passé entretenu par des récits, des souvenirs, par un ordre social et moral éprouvé. Je me rappelle: on entendait presque toujours dans un coin ou l'autre de la ville tinter la cloche d'un couvent ou d'une chapelle. [...] Toujours, par les trottoirs de notre ville, il me semble que l'on voyait passer des enfants menés deux par deux à la promenade par des religieuses dont on entendait les chapelets cliqueter. Au-dessus de la rivière Rouge aux eaux brunâtres et lourdes s'envolait l'appel des cloches de la cathédrale, cependant que les mouettes [...] volaient presque parmi les tombes du cimetière qui s'avançaient tout près des berges. [...] J'aimais bien [...] qu'elles viennent jusqu'au milieu d'un continent nous environner d'un sentiment du large, d'une espèce d'angoisse des îles. Car nous étions bien comme dans une île, nous de Saint-Boniface, assez seuls dans l'océan de la plaine et de toutes parts entourés d'inconnu. »

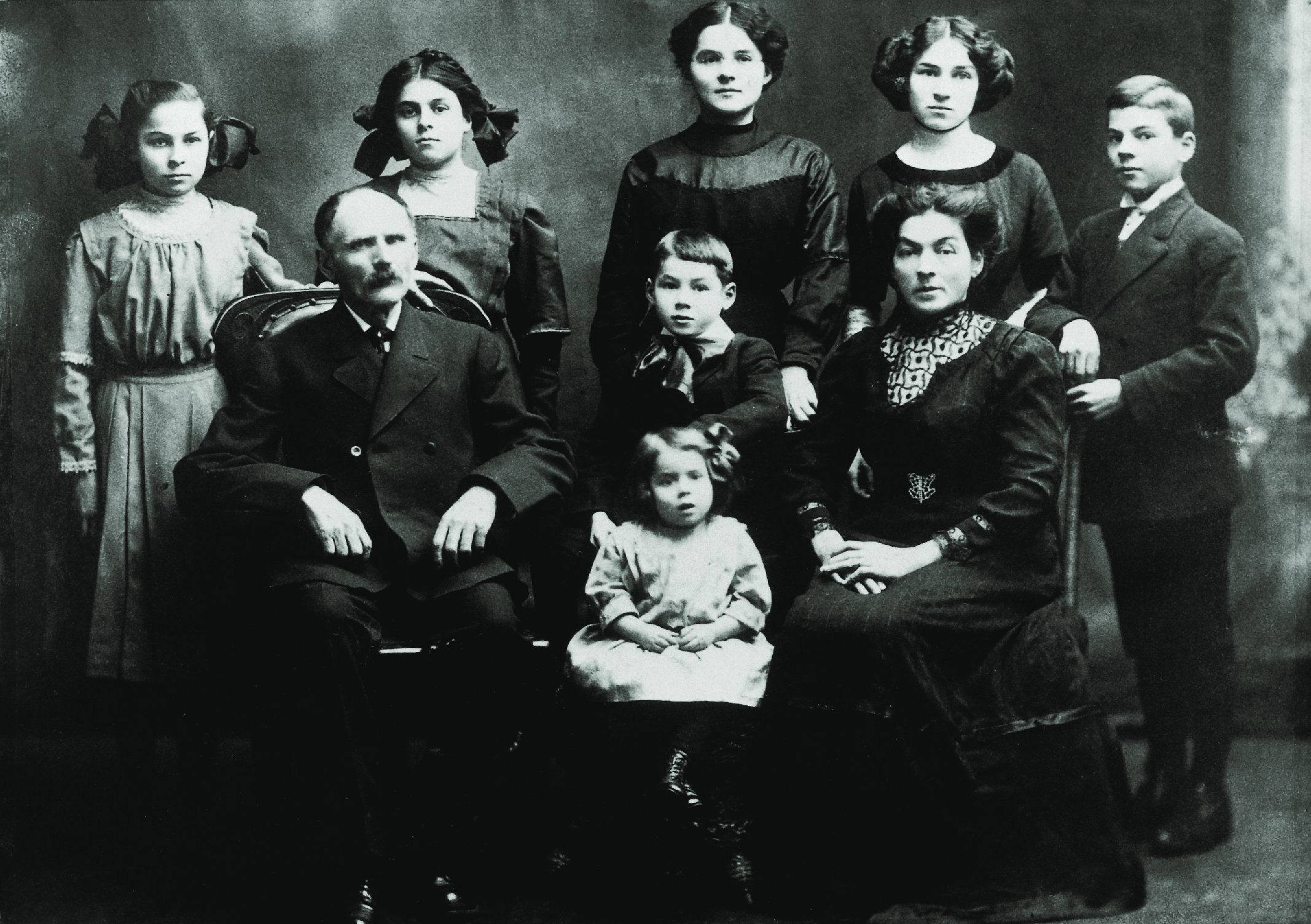
Gabrielle Roy (au centre, en bas) entourée de sa famille, 1911.

En 1915, à l'âge de six ans, Gabrielle Roy commence son éducation à l'académie Saint-Joseph, une école de filles tenue par les Sœurs des Saints Noms de Jésus et de Marie. Ses premières années d'étude sont ardues. Accablée par des problèmes de santé, au point où son père la surnomme « Petite Misère », elle n'aime pas particulièrement étudier et doit souvent s'absenter de l'école. De plus, à partir de 1916, la loi Thornton fait de l'anglais l'unique langue d'enseignement du Manitoba, interdisant de ce fait aux franco-manitobains l'accès à une éducation francophone. Malgré l'imposition d'un nouveau programme, les sœurs de l'académie Saint-Joseph réussissent, clandestinement, à maintenir l'enseignement du français.
Pour des raisons que son biographe, François Ricard, ne s'explique pas tout à fait, Gabrielle Roy devient une élève modèle à partir de la septième année (1923-1924), multipliant les bonnes notes et finissant systématiquement première de classe. Après avoir fait ses études primaires et secondaires à l'académie Saint-Joseph, elle décide de se consacrer à l'enseignement. En septembre 1928, quelques mois avant la mort de son père, elle s’inscrit à l'École normale supérieure de Winnipeg pour une formation d’une durée d’un an. Après ses études, elle enseigne dans les écoles rurales de Marchand et de Cardinal et à l'École Provencher à Saint-Boniface, où elle enseigne en anglais à une classe de première année. Elle occupera ce poste pendant sept ans.

#### Institutrice et comédienne
À Provencher, en pleine Grande Dépression, Gabrielle Roy jouit d'une situation confortable, logeant chez sa mère et bénéficiant d'un salaire d'environ 100 $ par mois. Il s'agit là d'un grand privilège, notamment parce que l'Institut Provencher est la seule école francophone de Saint-Boniface à embaucher des institutrices laïques. À cette époque, Gabrielle Roy profite des distractions mondaines qu'offre la ville et s'initie au théâtre et à l'écriture. Elle découvre alors de grands auteurs, surtout anglophones : Edgar Allan Poe, Lewis Caroll, Agatha Christie, Ernest Hemingway, Steinbeck ou encore Edgar Wallace. C'est aussi à cette époque que Roy publie ses premiers textes, en anglais et en français, dans des périodiques locaux et nationaux. L'écriture n'est toutefois pas sa priorité, alors que sa passion pour l'art dramatique occupe l'essentiel de son temps. Gabrielle Roy est alors une jeune comédienne cultivant l'ambition de faire du théâtre sa vocation.
C'est ainsi qu'elle rejoint le Cercle Molière, une troupe amateur que dirigent Arthur et Pauline Boutal. Ces derniers lui confient des rôles dans trois de leurs productions annuelles entre 1933 et 1936. Ces opportunités mènent Gabrielle Roy jusqu'à Ottawa, où elle monte sur scène à l'occasion du Festival national d'art dramatique de 1934 et 1936. Les comédiens du Cercle Molière y remportent des prix et Gabrielle Roy se distingue lors de deux pièces en anglais avec le Winnipeg Little Theatre. Ces succès la motivent à redoubler d'effort pour faire de l'art dramatique une carrière. C'est dans cette perspective que Gabrielle Roy se tourne bientôt vers de nouveaux horizons et décide de rejoindre l'Europe afin de poursuivre sa formation en art dramatique. Plus tard, elle expliquera cette nécessité de l'exil dans une lettre à l'écrivain Rex Desmarchais :

« L'enseignement et le théâtre, en particulier, nous ouvraient des horizons sur la culture et tout spécialement sur la littérature. Par contre, nous nous rendions clairement compte que les pauvres milieux culturels qui existaient dans l'Ouest canadien étaient absolument insuffisants pour nous permettre le plein développement de nos facultés, de nos possibilités intellectuelles, littéraires, artistiques. Nous soupirions ardemment vers les eaux vives et abondantes qui jaillissaient aux sources mêmes, en Europe, en France. Un voyage, un séjour de l'autre côté de l'Atlantique, c'était pour nous plus qu'un rêve: une hantise! »

En 1937, pour se donner les moyens de ses ambitions, elle s'engage comme institutrice à la Petite-Poule-d'Eau, une région sauvage à quelques centaines de kilomètres au nord de Winnipeg. À l'automne de la même année, à l'âge de 28 ans, Gabrielle Roy s'embarque pour le Vieux Continent. Elle laisse derrière elle une mère malade et éprouvée par des difficultés financières: cette décision sera source de remords et de conflits familiaux toute sa vie.

### L'exil et la gloire

#### L'aventure européenne
Gabrielle Roy s'exile pour un séjour de deux ans en Europe, où elle compte étudier l’art dramatique. Elle passe d’abord quelque temps à Paris afin de parfaire sa formation de comédienne auprès de Charles Dullin, directeur du Théâtre l’Atelier (aussi connu sous le nom d’« École nouvelle du comédien »). Elle est accueillie par une autre élève et s’installe dans un appartement assez cossu du XIIIe arrondissement. Mais Roy ne se dévouera finalement que très peu à l’étude de l’art dramatique, préférant assister aux représentations théâtrales parisiennes plutôt que d’y prendre part. À peine présentée à Charles Dullin, la jeune comédienne disparaît. C’est que Paris ne lui convient pas, comme le résume François Ricard : 

« Certes, elle admire les beautés de la ville et la parcourt en touriste émerveillée, mais rien ne la retient ici. Rien ni personne. Paris a beau être, en ces années du Front populaire, au sommet de sa vitalité et de son rayonnement, il a beau rassembler les artistes et les écrivains les plus en vue, vibrer de débats et de manifestations de toutes sortes, constituer en somme le centre intellectuel de l’univers, comme l’a raconté H. R. Lottman, elle s’y sent étrangère, seule et, ainsi qu’elle le dira plus tard, « trop effrayée par la ville » pour pouvoir en profiter et tenter de s’y intégrer. Elle décide de repartir presque aussitôt. Son premier séjour à Paris, dont elle a tant rêvé, aura duré moins de deux mois. »

Gabrielle Roy quitte donc Paris pour s’installer à Londres, où elle retrouve des amis manitobains. La capitale britannique se veut beaucoup moins dépaysante pour Roy, qui maîtrise parfaitement l'anglais et y retrouve certains codes culturels lui rappelant le Manitoba. Inscrite à la prestigieuse Guildhall School of Music and Drama, elle parcourt la campagne anglaise et  profite des activités culturelles qu’offre la ville, visitant notamment les musées. Loin de son pays, la Manitobaine jouit d’une indépendance nouvelle qui finit par se conjuguer à deux lorsqu’elle rencontre Stephen Davidovich, canadien d’origine ukrainienne luttant pour extirper son pays d'origine de l’influence soviétique. Cette relation s’avère toutefois éphémère car Davidovich, nationaliste convaincu, ne partage pas les idéaux sociaux-démocrates  et libéraux de Roy (de par le contexte de l'époque et son opposition à l'URSS, il est allié des nazis) et s’absente souvent pour participer à des opérations.
C’est à Londres que Gabrielle Roy se consacre une bonne fois pour toutes à l’écriture, résignée à l’idée qu’elle n’a pas ce qu’il faut pour se dévouer à l’art de la scène. À l’été 1938, chez son amie Esther Perfect, à Upshire (en banlieue de Londres), Gabrielle Roy prête allégeance à la plume et fait du français l’unique langue de son œuvre. Dans son autobiographie, La Détresse et l'Enchantement, elle lie cette décision à un profond attachement à ses origines: « [...] les mots qui me venaient aux lèvres, au bout de ma plume, étaient de ma lignée, de ma solidarité ancestrale. Ils me remontaient à l'âme comme une eau pure qui trouve son chemin entre des épaisseurs de roc et d'obscurs écueils. » Gabrielle se sent chez elle à Upshire, replongée dans ses souvenirs d'enfance, émerveillée par la beauté du paysage et choyée par la bienveillance de ses hôtes. Pour François Ricard, ce passage dans le comté d'Essex est un véritable élément déclencheur dans la vie de Gabrielle Roy : 

« C'est dans l'atmosphère idyllique de la maison d'Upshire [...] que Gabrielle découvre enfin sa vocation d'écrire et décide qu'elle y consacrera désormais sa vie. Ce moment marque donc un tournant pour elle. D'ailleurs, la conscience d'écrivain de Gabrielle Roy gardera toujours le souvenir, sinon la nostalgie, de cette époque idéale, comme si elle y voyait une représentation exemplaire de ce qu'est l'écriture: un abri contre le monde, et de ce que l'écriture demande: le silence des passions, une disponibilité totale et l'oubli de toute préoccupation matérielle, conditions que seule la présence auprès de soi d'une figure bienveillante et tutélaire [Esther], peut rendre possibles. »

Elle écrit surtout des nouvelles et autres courts textes, dont certains aboutissent dans les journaux de Saint-Boniface. Trois de ses articles sont publiés dans un magazine parisien, Je suis partout, ce qui contribue à la convaincre que son avenir se trouve dans l’écriture.  Gabrielle Roy se voit toutefois contrainte à quitter l’Europe car les tambours de guerre résonnent au loin. Avant de rentrer au pays, elle fait un passage de quelques mois dans le sud de la France, où elle est marquée par la beauté des paysages. Elle passe également quelque temps dans les Pyrénées-Orientales, croisant la route de réfugiés républicains qui fuient les charniers de la guerre civile espagnole. En avril 1939, elle embarque finalement pour le Canada.

#### Bonheur d'occasion, la consécration
De retour au pays, Gabrielle Roy décide de ne pas rentrer au Manitoba et ce, malgré l’insistance de sa mère, qui la presse de retrouver son poste d’enseignante à Provencher. Cultivant d’autres ambitions, elle s'installe à Montréal, loin de sa famille, dans l'espoir de se tailler une place au sein des cercles littéraires. Déjà à l’époque, Montréal est une métropole vibrante dont le milieu culturel est en pleine ébullition, notamment grâce au développement de la presse et de l’édition. Gabrielle Roy fréquente les cercles artistiques, décrochant des rôles à la radio et publiant quelques textes dans des périodiques montréalais. C’est toutefois comme journaliste qu'elle prend son envol. D’abord pigiste, elle finit par obtenir une chronique dans la page féminine de l’hebdomadaire Le Jour. Elle publie également des nouvelles dans la Revue Moderne, dont le directeur, Henri Girard, la prend sous son aile.
Malgré cette bienveillance qui assure à Gabrielle Roy de se tailler une petite place dans les milieux littéraires, c’est en tant que reporter qu’elle devient connue du grand public. Elle se fait un nom dans le Bulletin des Agriculteurs, notamment grâce à des séries de reportages qui s’étendent sur plusieurs numéros et captent l’attention des lecteurs. Entre 1941 et 1945, les reportages de Gabrielle Roy brossent un portrait saisissant de Montréal (« Tout Montréal », 1941), couvrent l’exil de colons madelinots en Abitibi (« Ici l’Abitibi », 1941-1942) ou dressent un tableau des caractéristiques socio-économiques de diverses régions du Québec (« Horizons du Québec », 1944-1945).

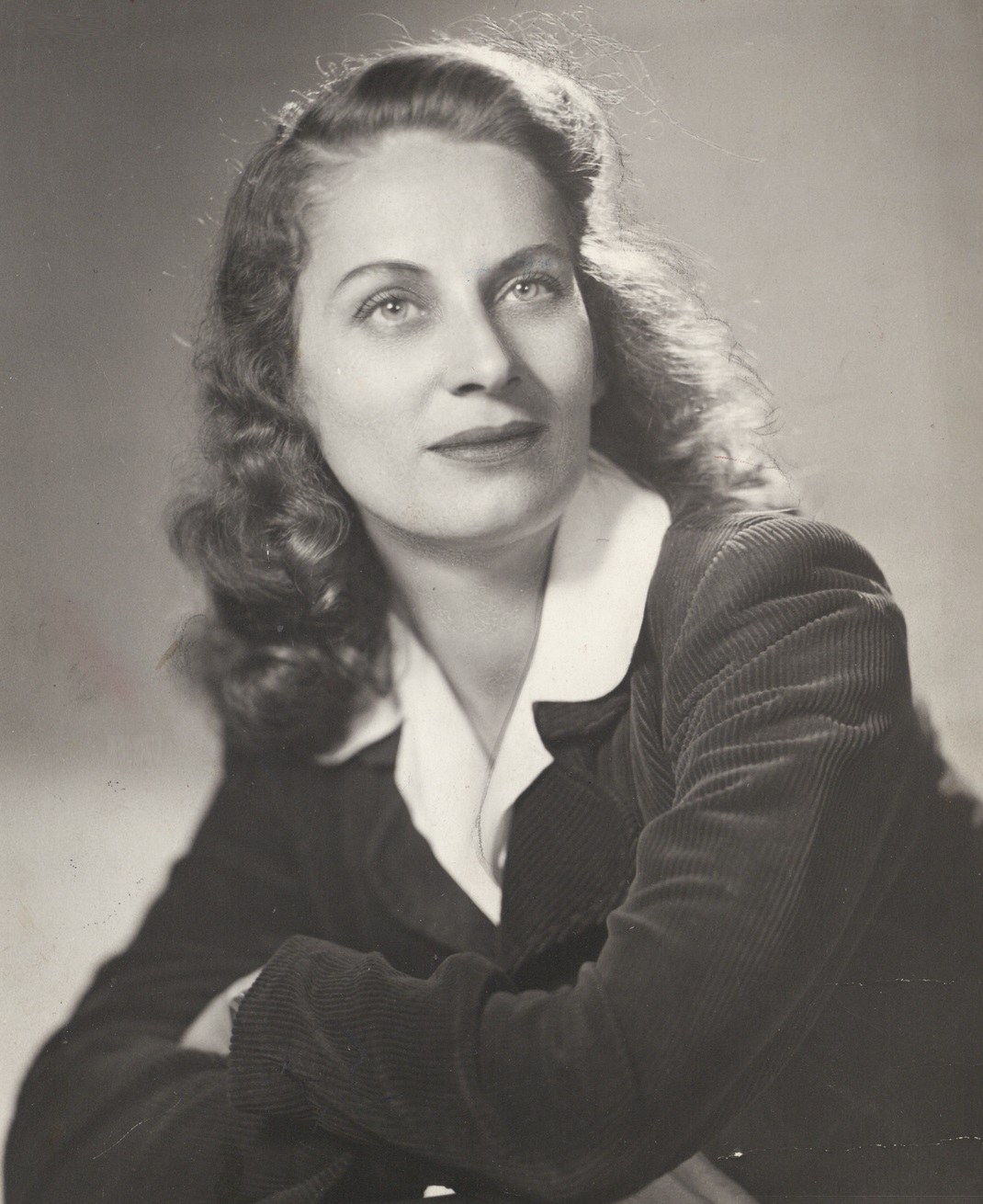
Gabrielle Roy, vers 1935.

Le Bulletin des agriculteurs permet à Roy de vivre un peu plus confortablement et, surtout, de disposer du temps libre nécessaire à l’écriture d’un roman. C’est un projet qu'elle cultive depuis un moment déjà et qu’elle a amorcé en 1941 ou 1942. Ce roman, dont elle termine une première version durant l’été 1943, en Gaspésie, marquera à jamais le paysage littéraire québécois : c’est Bonheur d’occasion.  Inspiré par les reportages de Gabrielle Roy sur le quartier ouvrier de Saint-Henri durant la Seconde Guerre mondiale, Bonheur d’occasion brosse le portrait saisissant des classes populaires de la métropole, aux prises avec la pauvreté et le chômage. Publié en juin 1945, le premier roman de Gabrielle Roy connaît un succès fulgurant auprès du public en plus d’être encensé par la critique, qui salue son réalisme et la qualité de la plume de Roy.
Ce succès transcende rapidement les frontières québécoises et canadiennes. Bonheur d’occasion est publié à New York en 1947 sous le titre The Tin Flute. Choisi comme le « livre du mois » de mai par la Literary Guild, il est tiré à 700 000 exemplaires. Un studio hollywoodien en acquiert même les droits cinématographiques, mais n’ira pas au bout du projet (un producteur canadien s’en chargera en 1983). Considéré comme le premier roman urbain de la littérature québécoise, il remporte de nombreux prix à l’international, notamment le prestigieux Prix Femina en 1947. Publié par les Éditions Flammarion en France, Bonheur d’occasion sera traduit dans une dizaine de langues étrangères.  
Du jour au lendemain, cet étonnant succès fait de Gabrielle Roy une auteure reconnue. Son quotidien est alors bouleversé, alors qu’elle accède à la célébrité et à l’argent, poursuivie par les journalistes et admirée par des milliers de lecteurs. Bien qu’elle se réjouisse de s’être taillé une place dans le monde littéraire, Gabrielle Roy a beaucoup de difficulté à s’accommoder à cette soudaine agitation. Elle décide de s’en éloigner et quitte Montréal pour le Manitoba en mai 1947. Auprès de ses sœurs, elle retrouve un peu d’apaisement. C’est également durant cette période qu’elle rencontre Marcel Carbotte, un jeune médecin manitobain dont elle s’éprend rapidement. Trois mois plus tard, Gabrielle Roy et Marcel Carbotte se marient et partent s’établir en France, où Roy trouve un peu de tranquillité loin du brouhaha médiatique engendré par Bonheur d’occasion. Le couple fait d’abord escale à Montréal, où Gabrielle Roy est reçue par la Société royale du Canada afin d’y être intronisée.

Gabrielle Roy dans le quartier Saint-Henri, Montréal, 1945.
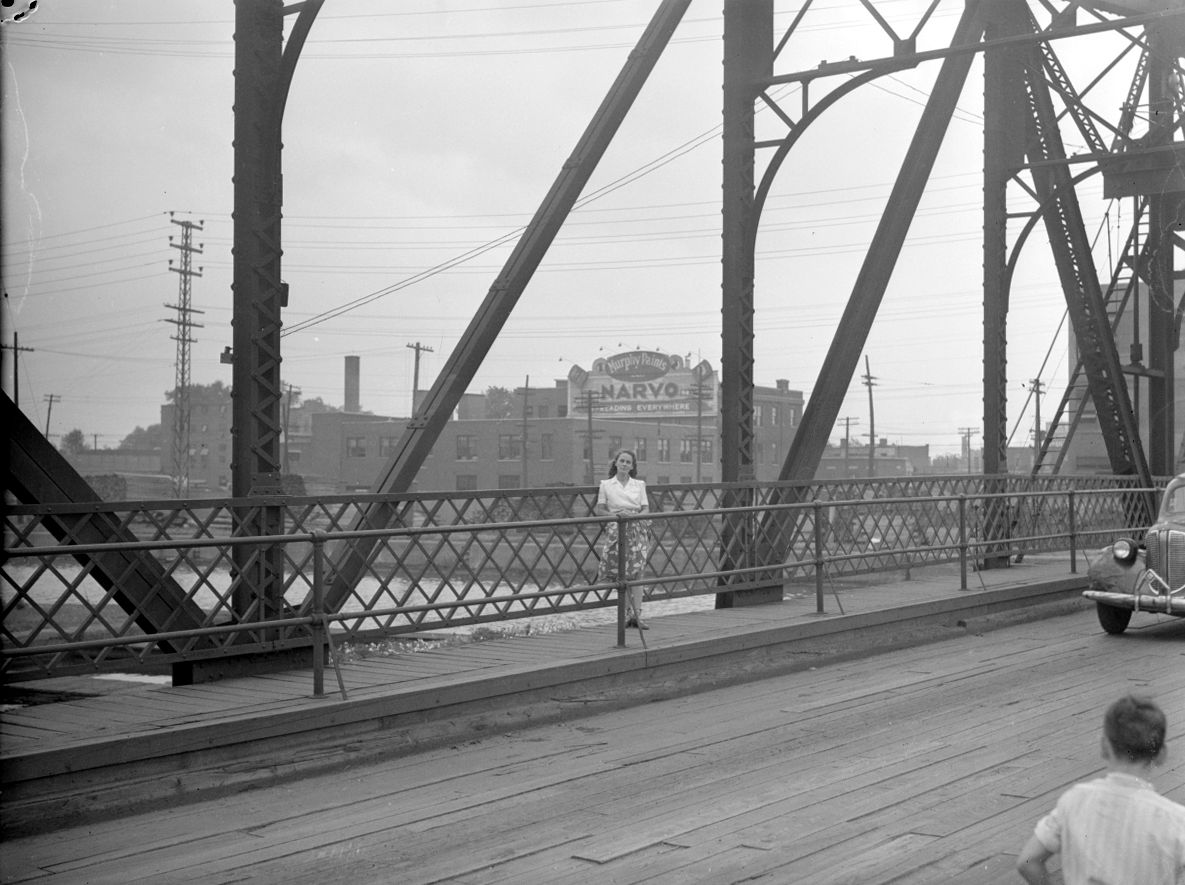
Sur le pont Atwater qui enjambe le Canal de Lachine.
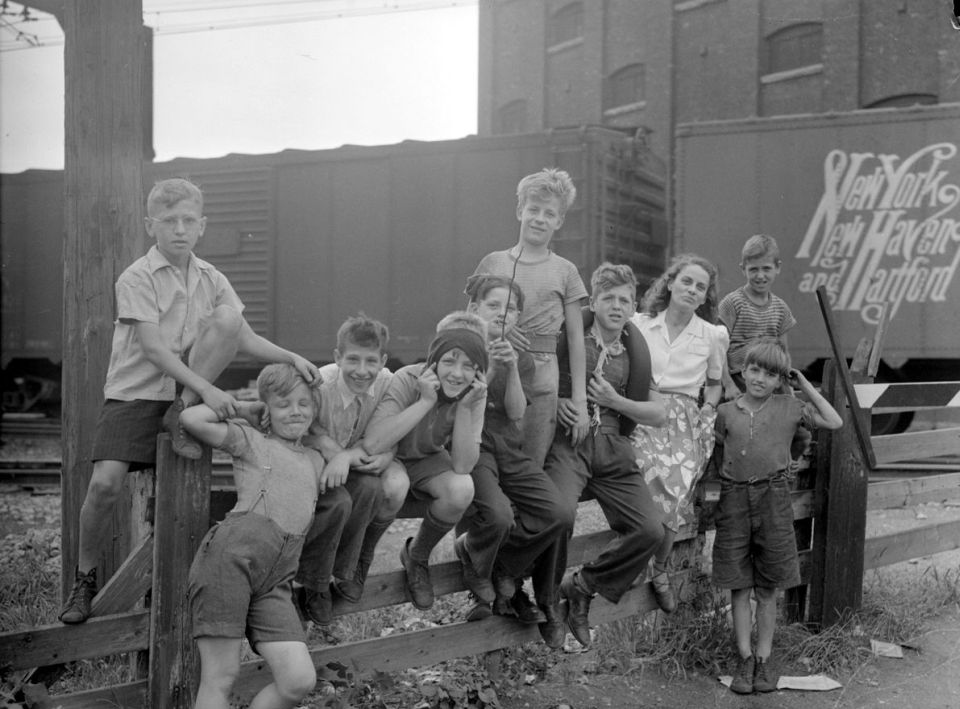
Entourée de neuf enfants du quartier Saint-Henri, devant un wagon, 1945.
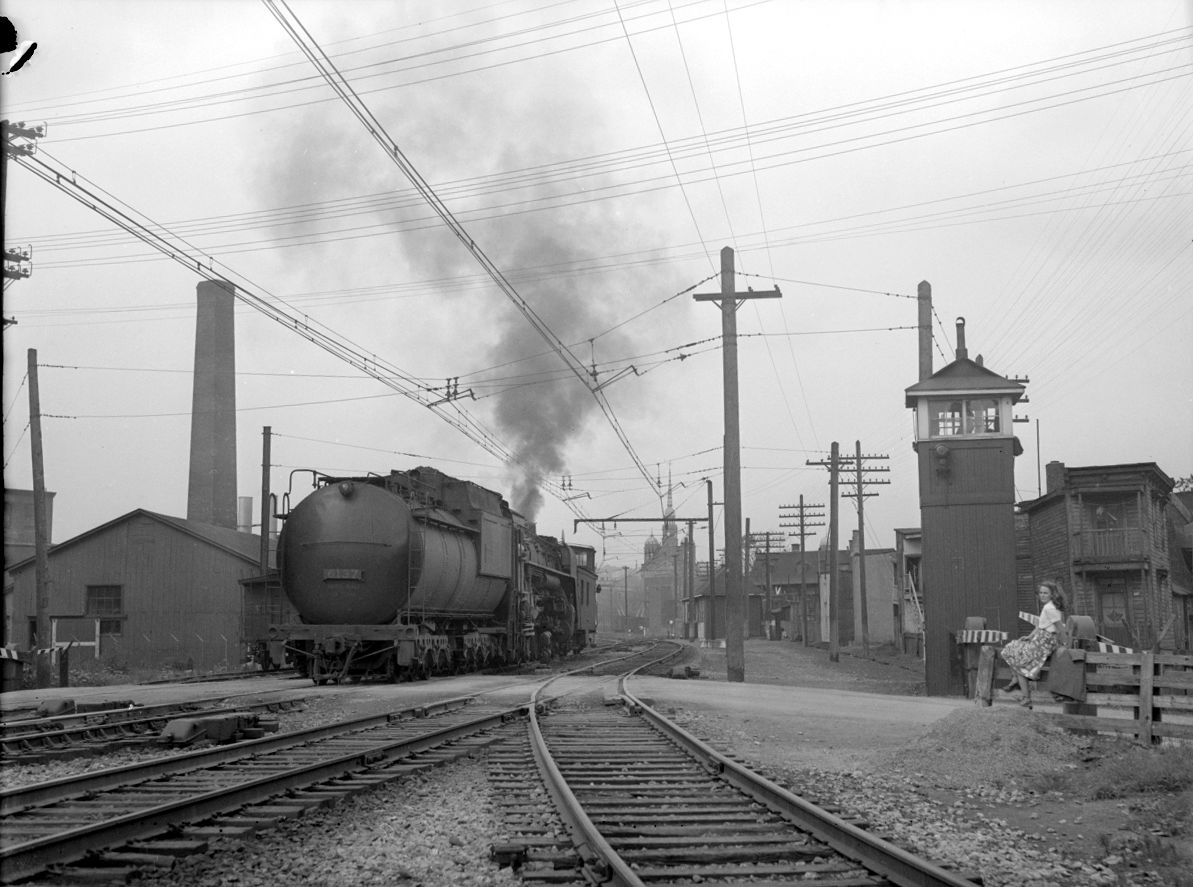
Devant la voie ferrée du quartier Saint-Henri.

### L'écriture et la fuite
Le couple arrive à Paris à l’automne 1947. Un an plus tard, Roy et Carbotte emménagent dans une luxueuse pension bourgeoise de Saint-Germain-en-Laye. Ils profitent des mondanités parisiennes en compagnie d’amis, notamment la journaliste Judith Jasmin, et Gabrielle Roy entame la rédaction de son second roman. La tâche n’est pas évidente. Elle tente d’abord d’écrire une œuvre au style similaire à Bonheur d’occasion. Elle change finalement d’idée, inspirée par une excursion à Chartres, région dont les paysages lui rappellent le Manitoba. Ce décor verra naître trois histoires qui formeront La Petite Poule d’Eau, le second ouvrage de Gabrielle Roy, publié en 1950 à Montréal. Loin de connaître le succès de Bonheur d’occasion, ce deuxième roman reçoit un accueil plutôt froid de la critique montréalaise. Les cercles littéraires torontois le reçoivent quant à eux avec beaucoup plus d’enthousiasme, estimant que La Petite Poule d’Eau offre un portrait magistral de la culture canadienne.
Gabrielle Roy et son mari rentrent à Montréal le 15 septembre 1950. Ils s’établissent à LaSalle, au bord du fleuve Saint-Laurent. La romancière y passe toutefois peu de temps, s’échappant fréquemment vers des lieux plus tranquilles, notamment en Gaspésie, pour poursuivre son œuvre. En 1952, lorsque Marcel Carbotte se voit offrir un poste à l’hôpital du Saint-Sacrement de Québec, le couple s’installe dans la capitale nationale. Leur appartement de la Grande Allée, dans un immeuble ancien appelé Château Saint-Louis, constituera le domicile principal de Gabrielle Roy jusqu’à ses derniers jours.
Pour François Ricard : « Lorsqu’elle s’établit à Québec, Gabrielle Roy a beau n’avoir que 43 ans, on peut dire que l’essentiel de ce qui constituera sa biographie est terminé, dans la mesure où aucun évènement majeur ne viendra désormais en modifier le cours de manière un peu éclatante ou significative ». L'heure est à l'écriture et à la sobriété. Roy n'aime pas particulièrement la ville, profitant de chaque occasion pour fuir vers l'Est ou un chalet que le couple acquiert à Petite-Rivière-Saint-François, dans la région de Charlevoix.
C'est là que Roy passe chaque été jusqu'à sa mort et où elle rédige presque tous ses romans. L'un d'entre eux, Alexandre Chenevert, lui vaut en 1954 un important succès critique. Sa santé étant fragile, particulièrement durant les longs mois d'hiver qui mettent à rude épreuve ses capacités pulmonaires, elle s'exile fréquemment pour écrire, notamment en Arizona, en Louisiane, en Floride ou encore en France. Elle ajoute alors une dizaine de romans à son œuvre, ayant pour point commun d'accorder une place substantielle à ses souvenirs d'enfance et à ses racines. C'est notamment le cas dans Rue Deschambault (1955), dont le personnage principal, une franco-manitobaine prénommée Christine, est en quelque sorte l'alter-ego de Gabrielle Roy. La romancière ne s'interdit toutefois pas des escapades vers d'autres horizons. La rivière sans repos brosse le portrait saisissant des Inuits de l'Ungava, cherchant leurs repères identitaires entre tradition et modernité.
Les dernières années de sa vie sont marquées par le décès de ses sœurs Anna (1964) et Bernadette (1970). Ces deuils la fragiliseront, tant physiquement que psychologiquement, et font en sorte qu'elle renoue avec sa foi catholique, abandonnée durant son aventure européenne. En 1967, elle reçoit le titre de Compagnon de l'Ordre du Canada. L'année suivante, elle reçoit un doctorat honorifique de l'Université Laval. Se sachant en déclin, elle entame en 1976 la rédaction de son autobiographie, La Détresse et l'Enchantement. En 1979, elle reçoit le Prix de littérature de jeunesse du Conseil des Arts du Canada pour le conte Courte-Queue, traduit en anglais sous le titre de Cliptail.

### Décès
Le 13 juillet 1983, Gabrielle Roy est emportée par une crise cardiaque à l'Hôtel-Dieu de Québec. Son testament partage ses biens entre son mari et des organismes d'aide à l'enfance. Elle fut incinérée et ses cendres reposent au parc commémoratif la Souvenance, à Sainte-Foy.

## Une œuvre majeure
L’œuvre de Gabrielle Roy est une œuvre phare à la fois pour la littérature québécoise et canadienne: elle est considérée comme une « pièce maîtresse de chacun des deux corpus "nationaux" ». Reconnue et célébrée par les institutions du Québec comme du Canada, la Bonifacienne a suscité l'intérêt à la fois des critiques francophones et anglophones et ce, dès la publication de Bonheur d'occasion (The Tin Flute) en juin 1945. Cet intérêt fut réciproque et Gabrielle Roy a toujours accordé une grande importance aux versions anglaises de ses romans. Elle les considérait comme de « seconds originaux » et s'impliquait même personnellement dans le processus de traduction.
Publié par les prestigieuses maisons d'édition Reynal & Hitchcock (New York) et Flammarion (Paris), Bonheur d'occasion, best-seller, fait même de la Franco-Manitobaine une écrivaine très en vue à l'étranger. Ce succès international dure une dizaine d'années, jusqu'au milieu des années 1950. Par la suite, l’œuvre de Gabrielle Roy se cantonne à un univers beaucoup plus canadien. Rares sont les auteurs canadiens bénéficiant d'un tel prestige d' « un océan à l'autre », comme le souligne son biographe François Ricard :  

« Même si la romancière se définit elle-même comme un écrivain à vocation « universelle » et veut écrire « pour tous les hommes », c'est avant tout, sinon uniquement, au Canada que se trouve son public réel. Cela dit, à l'intérieur du contexte canadien, l'« universalité » de son œuvre ne fait pas de doute, puisqu'elle est lue, admirée, étudiée autant dans le milieu anglophone que francophone, autant à Toronto et Winnipeg qu'à Montréal, ce qui est alors le cas d'un très petit nombre d'auteurs du Québec et du Canada anglais. En ce sens, on peut dire que Gabrielle Roy est probablement, jusqu'à ce jour, le seul écrivain véritablement « canadien » au sens fédéral de ce terme, c'est-à-dire le seul dont l’œuvre transcende vraiment la barrière linguistique et qui est considéré également par les deux communautés - ou par les deux institutions littéraires - comme un de leurs membres à part entière. »

Cela s'explique à la fois par l'identité de Gabrielle Roy, Franco-Manitobaine bilingue et Québécoise d'adoption, et par une œuvre autobiographique intimement liée au territoire et aux réalités canadiennes. Ainsi, on retrouve la campagne québécoise dans ses reportages au Bulletin des agriculteurs, les grandes plaines du Manitoba dans La Petite Poule d'Eau, La Route d'Altamont, Un jardin au bout du monde, et Ces enfants de ma vie, ou encore l'ennui de son enfance à Saint-Boniface dans Rue Deschambault. Pour Gabrielle Roy, les grands espaces naturels de sa contrée donnent l'occasion de fuir l'aliénation de la vie urbaine. Soucieuse du sort des marginaux, elle-même issue de la minorité franco-manitobaine, elle écrit aussi sur les autochtones coincés entre tradition et modernité dans La rivière sans repos. Dans l'ouvrage collectif « Gabrielle Roy et l'art du roman », François Ricard soulève également l'importance de « décontextualiser » l’œuvre de l'écrivaine afin d'en révéler l'universalisme, notamment en ce qui a trait à sa forme romanesque :

« Femme, féministe, elle l'a été, certes; et Franco-Manitobaine; et fédéraliste; et amie des immigrants; et indignée par la misère et l'injustice; et désireuse de voir s'établir sur la « Terre des hommes » le règne de la fraternité et de la solidarité  [...] Oui, elle a été tout cela; oui, ces valeurs lui tenaient à cœur, et elle les a défendues du mieux qu'elle a pu. Mais là n'est pas l'essentiel de ce à quoi elle s'est consacrée. Ce qui reste d'elle, ce qui n'appartient qu'à elle, et ce en quoi, par conséquent, son œuvre est à la fois unique et universelle, c'est sa pratique exclusive et singulière du roman, c'est la foi entière qu'elle a mise dans le roman comme art, comme pensée, sinon comme morale, bref, comme sa seule patrie, non pas à l'exclusion mais du moins au-dessus de toutes les autres. »

## Un rapport ambigu avec le Québec

### L'idéal des origines
Pour Gabrielle Roy, le Québec ne fut jamais bien loin. Ce fut d'abord la terre des ancêtres. Une contrée mythifiée par les récits de ses parents, empreints de rêves et de nostalgie. Sa mère, Mélina Roy, ne cesse de se remémorer les collines des Laurentides et la longue traversée des Prairies canadiennes en chariot. Ces souvenirs ressassés s'ancreront durablement dans l'imaginaire de Gabrielle Roy, pour qui le Québec sera toujours synonyme de pays des origines. Pour Ismène Toussaint, spécialiste de la littérature de l'Ouest du Canada, les Franco-Manitobains de Saint-Boniface, fidèles à leurs traditions et au catholicisme, vivent dans « une sorte de Québec recréé à l'échelle du Manitoba » :

« Le regret du Québec se traduit, chez ces exilés, par un véritable culte voué à la mère patrie. Le temps, l'éloignement et l'imagination aidant, cette dernière se transforme pour eux en une sorte de paradis perdu, d'Eldorado disparu, de pays du bonheur inaccessible. Dans les romans de Gabrielle Roy, nombreux sont les pionniers à s'éteindre dans le chagrin de n'avoir jamais revu leur terre originelle. Il n'est donc pas surprenant que dans un tel contexte, la future romancière considère, elle aussi, le Québec comme son pays ; non seulement elle le désignera souvent dans son œuvre par les termes « maison », « foyer », « nid », mais elle confiera qu'il lui a toujours inspiré « un sentiment de sécurité totale ». À travers l'immense admiration qu'elle voue à ses grands-parents Landry, ces éternels « chercheurs d'horizon » – tels qu'elle les qualifie –, le Québec prend dans son esprit une dimension quasi mythique. »

Gabrielle Roy grandit en cultivant le fantasme d'un retour au Québec. Elle finira par le matérialiser après son voyage en Europe, en 1939, lorsqu'elle se lance avec enthousiasme à la conquête de Montréal et du monde littéraire. La bouillonnante métropole sera à la fois synonyme de cheminement identitaire et de découverte, alors que la jeune journaliste se mêle aux artistes d'avant-garde, à l'intelligentsia libérale ou encore aux militants socialistes. C'est toutefois auprès des masses populaires, à qui elle consacre une bonne partie de ses reportages, qu'elle se sent le mieux. Bouleversée par le joual  et la culture du terroir, elle apprécie l'authenticité et la simplicité des hommes et des femmes ordinaires, dont elle part à la rencontre des côtes du Saint-Laurent jusqu'au fin fond de la péninsule Gaspésienne.
Gabrielle Roy n'est toutefois pas née Québécoise: elle l'est devenue. C'est à travers l'écriture qu'elle s'ancre véritablement au Québec. Son peuple, à qui elle se mêle en tant que journaliste, fera d'elle l'« enfant chérie » du Québec après le succès retentissant de Bonheur d'occasion. Ismène Toussaint affirme que ce roman phare de la littérature canadienne consacre Gabrielle Roy en tant que « Québécoise » et « révèlera à ses lecteurs leur dignité, leur nationalité, leur âme ».

### Nostalgie, amertume et déception
La lune de miel suivant la publication de Bonheur d'occasion ne suffirait toutefois pas à résumer les rapports qu'entretenait Gabrielle Roy avec le Québec. En effet, bien qu'elle ait considéré ce pays comme le sien depuis sa tendre enfance, il provoque en elle des sentiments contradictoires. D'une part, elle réalise assez rapidement que ses proches sont en quelque sorte des apatrides ayant été forcés de quitter la terre de leurs ancêtres pour fuir la misère. Cette prise de conscience la confronte à une crise identitaire qui l'habitera jusqu'à la fin de sa vie : elle est condamnée au statut d'étrangère partout où elle va. C'est d'ailleurs ce qu'elle constate lorsqu'elle voyage pour la première fois dans l'Est, au début de sa vingtaine. Les cousins de sa mère manifestent alors à son égard une curiosité condescendante, la percevant comme une « petite Franco-Manitobaine qui parle encore le français ».

Pour Ismène Toussaint, il n'est pas sûr que Gabrielle Roy soit venue s'établir au Québec animée d'une « solidarité avec son peuple enfin retrouvé ». S'appuyant sur La Détresse et l'Enchantement, l'autobiographie de Roy, elle suggère même que l'écrivaine « gardera toujours secrètement rancune à la « province mère » et à ses enfants de leur accueil mitigé ». Même si elle est à l'origine du premier roman urbain de la littérature québécoise, Toussaint rappelle que Gabrielle Roy a aussi beaucoup de difficulté à apprivoiser les villes du Québec :

« Tout comme ses personnages, la pionnière du roman urbain appartient à cette génération située à la croisée du monde rural et du monde industriel qui supporte très mal l'arrachement du terroir. Dans ses lettres à sa sœur Bernadette, elle utilise des adjectifs disproportionnés pour dépeindre Montréal : « frénétique, surpeuplée, énorme, trépidante, hystérique ». Son roman Bonheur d'occasion est particulièrement révélateur de l'étouffement qu'elle éprouve dans cette ville. Plus encore, dans Alexandre Chenevert, Montréal paraît à la fois comme le meurtrier et la prison du personnage principal. Quant à Québec, cette vieille capitale lui fait l'effet d'une « véritable forteresse », d'un « cachot  », comme elle s'en plaint à ses visiteurs. »

En fait, Ismène Toussaint estime que Gabrielle Roy est une éternelle nostalgique du Manitoba, à la fois rongée par un « mal du pays » et le regret d'avoir abandonné sa mère et le reste de sa famille. Le Québec aurait pour elle l'effet d'un miroir la renvoyant constamment à sa terre natale :

« Si Gabrielle a découvert ici ses racines québécoises, elle y a surtout brutalement redécouvert ses racines manitobaines [...] Le Québec, même s'il a adopté Gabrielle Roy, ne cesse de la renvoyer à sa condition d'« étrangère », d'exilée, de « survenante », si j'ose dire – ce qui provoque en elle de grands bouleversements. Dans le quartier marginal de Saint-Henri, ce sont, toutes proportions gardées, Saint-Boniface, sa famille et ses compatriotes qu'elle retrouve ; dans les Laurentides, le passé de ses aïeux ; chez ses hôtes, le foyer de la rue Deschambault ; et dans la nature québécoise, certains paysages manitobains. »

Toussaint considère que Gabrielle Roy a développé un mécanisme de défense pour contrer ses questionnements identitaires: la fuite. Physiquement, d'abord, puisque la romancière est incapable de demeurer au même endroit et prétexte une « extrême fatigue » pour se soustraire à ses obligations. Figurativement, ensuite, lorsqu'elle crée de « petits Québec » idéalisés dans chacune de ses œuvres :

« [...] un Québec miroir d'elle-même (Bonheur d'occasion est autant un portrait qu'un reportage réaliste); un Québec de l'âge d'or, incarné par l'Ungava de La rivière sans repos ou un Québec du XIXe siècle, inspiré par l'histoire de ses ancêtres; un Québec paradis, dans Alexandre Chenevert et Cet été qui chantait, où les êtres humains, la nature et les animaux parlent un langage universel. En somme, un Québec irréel qui ne peut ni la décevoir ni lui faire de mal; un Québec de papier qui se confond totalement avec son œuvre; peut-être ce Québec idéal qui, bien des années auparavant, « appelait » la petite Gabrielle, depuis la lucarne de son grenier, rue Deschambault. »

### Gabrielle Roy et le nationalisme québécois
Sur le plan idéologique, bien que sensible à la destinée de l'Amérique française et profondément attachée à sa culture francophone, Gabrielle Roy voit d'un très mauvais œil la montée du nationalisme québécois au courant des années 1960. Sympathique aux réformes de la Révolution tranquille en matière de modernisation de l'État ou encore d'affirmation des droits de la femme, elle assimile le nationalisme à un courant rétrograde synonyme de repli sur soi et de haine. Dans sa correspondance se confondent les termes nationalisme, indépendantisme, anarchisme et felquisme. Roy assimile souvent l'opposition au Canada à une forme de fanatisme et même de racisme. Elle s'oppose farouchement à René Lévesque et à son projet de souveraineté-association.

Publiquement, elle reste toutefois discrète à ce sujet, invoquant la « liberté » que l'écrivain se doit de maintenir face aux « idéologies éphémères ». Sa seule sortie publique ouvertement partisane fait suite au fameux « Vive le Québec libre ! » du général de Gaulle, à l'été 1967. Dans une lettre envoyée au Soleil et au Devoir, peut-être animée d'une peur d'être rejetée par sa province d'adoption, avance François Ricard, l'écrivaine Franco-Manitobaine livre un plaidoyer sans équivoque en faveur du Canada:

« Je proteste contre la leçon que le Général de Gaulle prétend donner à notre pays. Je ne peux y voir que mépris pour les nobles efforts entrepris au Canada en vue du véritable progrès qui ne réside nulle part s'il ne réside d'abord dans une volonté d'entente et de respect mutuel. [...]
Comme écrivain canadien-français je n'ai jamais eu à souffrir de manque de liberté, quand j'ai voulu la prendre, ni au Québec ni ailleurs au Canada. Le fait que née au Manitoba et ayant passé là mes premières années j'y ai appris le français assez pour être plus tard reconnue comme écrivain de langue française même en France le prouve suffisamment, à ce qu'il me semble. [...]
De tout mon espoir en l'avenir humain, de toutes mes forces, j'engage mes compatriotes qui se considèrent non pas comme des Français du Canada mais des Canadiens français, à manifester en faveur de la vraie liberté au Québec.
Car elle risque fort de nous être ôtée si nous la laissons petit à petit, par inertie, aux mains des extrémistes ou des chimériques attardés en des rêves nostalgiques du passé plutôt que les yeux ouverts sur les réalités de notre condition humaine sur ce continent. La grandeur consiste non pas à défaire mais à parfaire nos liens. »

Pour Toussaint, qui s'appuie sur les travaux de l'écrivain Paul-Émile Roy, cette attitude à l'égard du nationalisme québécois peut s'expliquer par un complexe d'infériorité vis-à-vis des Canadiens anglais qu'elle aurait développé dans le contexte minoritaire des Franco-Manitobains (sans pour autant renier ses origines). Toussaint y perçoit également une « lassitude à l'égard des revendications nationalistes » exacerbée par le « tempérament utopiste » de Gabrielle Roy, qui aura rêvé toute sa vie à une humanité « plus harmonieuse et plus fraternelle », sans doute nostalgique des communautés agricoles que son père aidait à implanter dans l'Ouest.  

## Prix et distinctions
- 1946 : Prix de la langue française de l’Académie française
- 1947 : Prix Femina pour le roman Bonheur d'occasion[43].
- 1948 : Médaille Lorne Pierce, remise par la Société royale du Canada
- 1970 : Prix Athanase-David, soit le Prix du Québec destiné à « une contribution remarquable à la littérature québécoise »[44]
- 1979 : Prix de littérature de jeunesse du Conseil des Arts du Canada pour le conte Courte-Queue

## Hommages

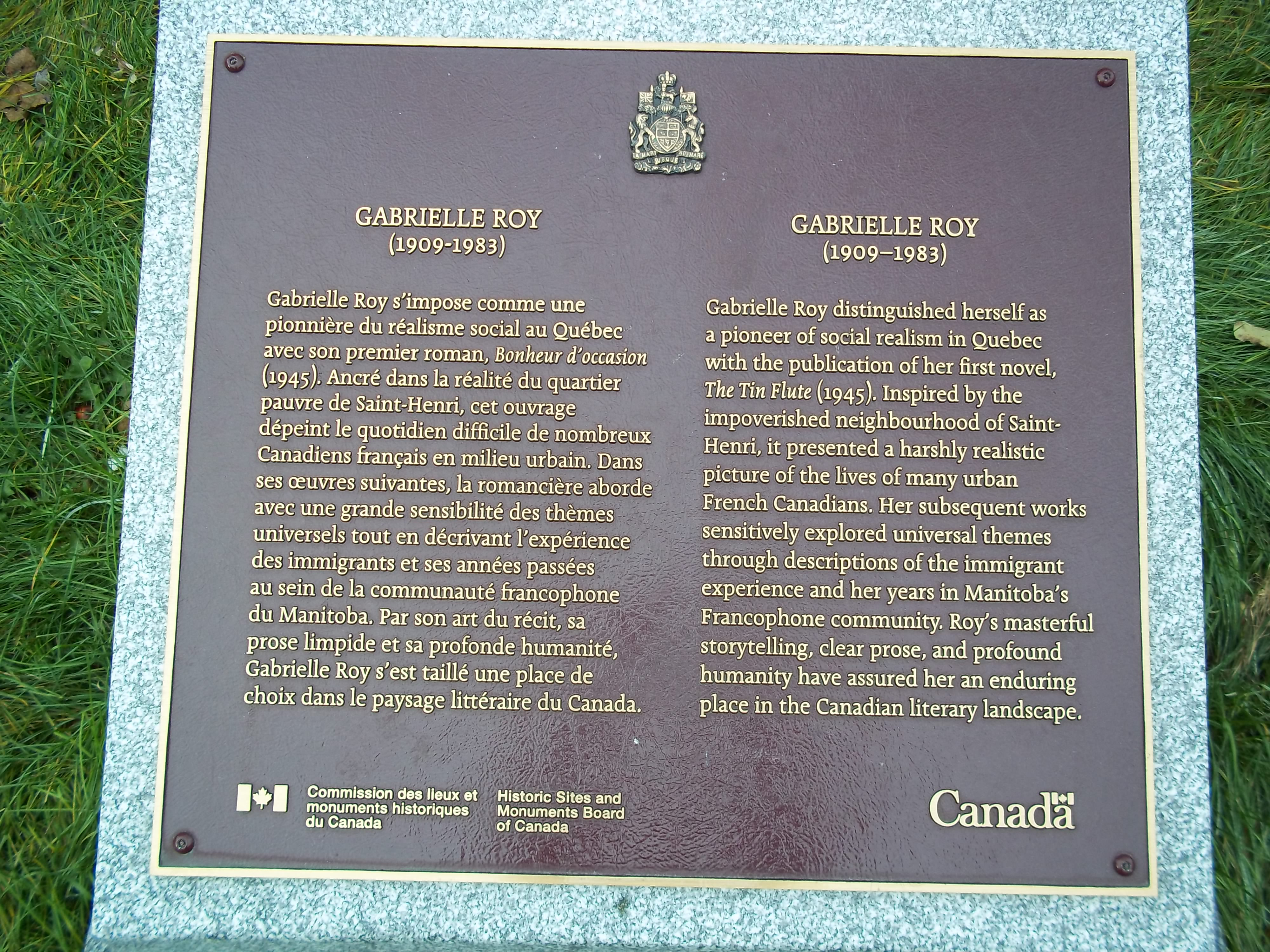
Plaque commémorative de Gabrielle Roy au Parc du Bonheur-d'Occasion.

### Canada
- En 1989, la Commission de la toponymie du Manitoba a validé l'appellation Gabrielle Roy pour l'île sur laquelle elle vécut dans les années 1930, située au milieu de la rivière de la Poule d'Eau. Elle a immortalisé cet endroit avec son roman éponyme La Petite Poule d'Eau publié en 1950, qui relate sa vie, durant l'entre-deux-guerres, comme institutrice dans ce lieu perdu des grandes prairies canadiennes[45].
- Plusieurs écoles francophones du Canada portent son nom dont l'école Gabrielle-Roy (en) à Surrey, en Colombie-Britannique[46], l'école primaire Gabrielle-Roy à Ottawa et l'école primaire Gabrielle-Roy à Edmonton et l'école primaire Gabrielle-Roy, à Montréal, Saint-Léonard au Québec [réf. souhaitée].
- Une citation de Gabrielle Roy, tirée de son roman La Montagne secrète, est inscrite en très petits caractères sur les billets de 20 $ canadiens produits entre 2004[47] et 2012[48] : « Nous connaîtrions-nous seulement un peu nous-mêmes, sans les arts? ». La citation est également présente dans sa traduction anglaise[49],[50].
- En 2009, sa maison natale à Saint-Boniface a été désignée lieu historique national du Canada[51].
- En décembre 2021, une série tournée entièrement au Manitoba est sortie à son honneur sur Ici Tou.tv. Extra. Léa-Kim Lafrance et Romane Denis l'incarne à plusieurs âges de sa vie[52]. Cette série s'intitule: Le monde de Gabrielle Roy[53].

### Québec

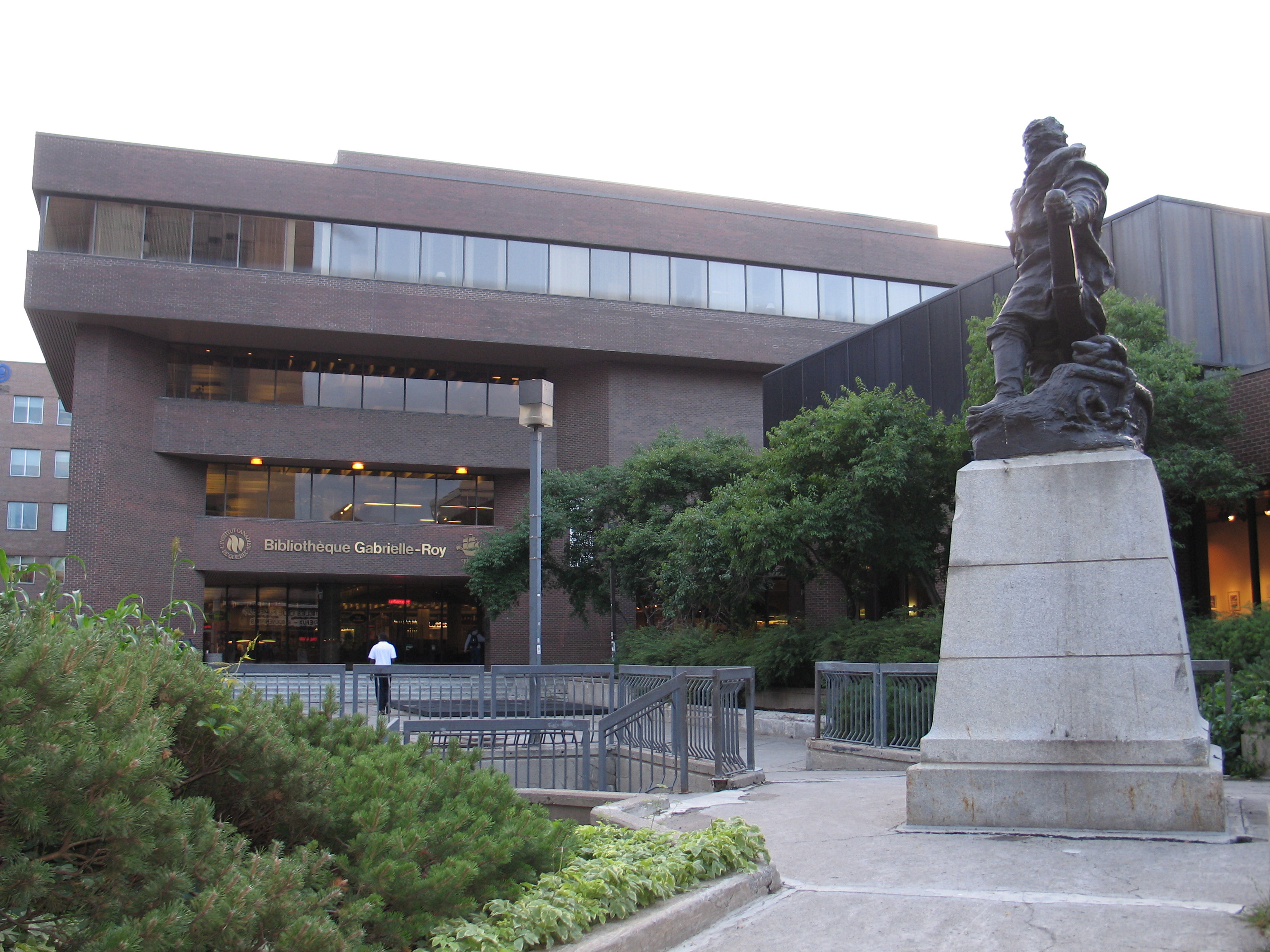
La première Bibliothèque Gabrielle-Roy, à Québec telle que vue entre 1983 et 2019.

- En juin 1977, elle est nommée membre d'honneur de l'Union des écrivains québécois (UNEQ), aux côtés d'Anne Hébert, Rina Lasnier, Félix-Antoine Savard et Yves Thériault[54].
- La bibliothèque principale du réseau des 26 bibliothèques de la ville de Québec est nommée en son honneur Bibliothèque Gabrielle-Roy en 1985.
- Trois écoles portent aussi le nom d'École Gabrielle-Roy au Québec, soit à Châteauguay, Boisbriand et St-Léonard (Montréal). Un des trois campus du Cégep de l'Outaouais, à Gatineau, porte aussi son nom.
- En 1997, la Commission de toponymie nomme un archipel de 300 îles ou îlots créés par la mise en eau du réservoir de Caniapiscau dans le moyen-nord québécois, Le Jardin au Bout du Monde, dans le cadre d'une commémoration du 20e anniversaire de l'adoption de la Charte de la langue française[55].
- Une plaque « Ici vécut » de la ville de Québec est présente au 135 Grande Allée Ouest, en son honneur, pour indiquer son ancien lieu de résidence.

## Œuvres

### Romans
- Bonheur d'occasion, 1945 — Prix Femina 1947
- La Petite Poule d'eau, 1950
- Alexandre Chenevert, 1954 — sous le titre d'Alexandre Chenevert, caissier pour la première édition parisienne
- Rue Deschambault, 1955
- La Montagne secrète, 1961
- La Route d'Altamont, 1966
- Ces enfants de ma vie, 1977

### Recueil de nouvelles ou récits
- La Rivière sans repos (court roman précédé de trois nouvelles esquimaudes), 1970.
- Cet été qui chantait (récits), 1972.
- Un jardin au bout du monde (nouvelles), 1975.

### Nouvelles
- Ely ! Ely ! Ely !, 1979.
- De quoi t'ennuies-tu, Éveline ?, 1982.

### Recueil d'essais, d'articles et d'écrits divers
- Fragiles lumières de la terre, 1978.

### Littérature d'enfance et de jeunesse
- Ma vache Bossie, 1976.
- Courte-Queue, 1979 — Illustrations et mise en page de François Olivier.

## Œuvres posthumes
- La Détresse et l'Enchantement (autobiographie), 1984.
- L'Espagnole et la Pékinoise (ill. Jean-Yves Ahern) (ouvrage de littérature jeunesse), 1987.
- Ma chère petite sœur. Lettres à Bernadette 1943-1970, 1988.
- Le temps qui m'a manqué (autobiographie), 1997.
- Contes pour enfants, 1998 — inclus : Ma vache Bossie ; Courte-Queue ; L'Espagnole et la Pékinoise et L'Empereur des bois.
- Le Pays de Bonheur d'occasion et autres écrits autobiographiques épars et inédits, 2000.
- Mon cher grand fou… Lettres à Marcel Carbotte 1947-1979, 2001.
- Ma petite rue qui m'a menée autour du monde, 2002.
- Femmes de lettres. Lettres de Gabrielle Roy à ses amies 1945-1978, 2005.
- Rencontre et entretiens avec Gabrielle Roy 1947-1979, 2005.
- Heureux les nomades et autres reportages, 2007.
- Cet été qui chantait, suivi de deux contes pour enfants, 2012.